# Jean-Pierre Guyomarc'h (pentathlon moderne)
Pour les articles homonymes, voir Jean-Pierre Guyomarc'h et Guyomarc'h.
Jean-Pierre Guyomarc'h, né le 18 avril 1965, est un pentathlonien français jusqu'en 1997, et devenu par la suite entraîneur.
Intégrant l'INSEP en 1983, il est sacré champion de France junior en 1984 et champion de France senior en 1988 et 1996. Il dispute deux Championnats du monde, deux Championnats d'Europe, et remporte la médaille d'argent par équipes aux Championnats d'Europe 1995.
En 1997, il met un terme à sa carrière en compétition et devient entraîneur national. Il est nommé entraîneur en chef de l'équipe nationale masculine en 2000.
Il est élu entraîneur de l'année par l'Union internationale de pentathlon moderne en 2015.